# 潘氏調
潘氏調（越南语：／；1855年9月8日—1906年12月27日）是太保扶國公潘廷評之女，阮朝育德帝的皇后。

## 生平
嗣德八年七月二十七日（1855年9月8日），潘氏調在承天府廣田縣安城總富良社出生。後成為皇長子瑞國公阮福膺禛的府妾。嗣德三十六年（1883年），嗣德帝去世，遺命令皇長子瑞國公即位，但育德帝立三日被廢，潘氏調與其一同被軟禁在育德堂。建福元年（1884年）九月，育德帝被移送承天府監獄收押，隨後被殺害。潘氏調和孩子則被送回富良社的娘家居住。
同慶三年（1888年）十二月，阮景宗阮福昪驾崩，兩個兒子年齡太小。法國殖民政府決定立潘氏調之子阮福寶嶙為皇帝，改名阮福昭，是為成泰帝。成泰二年（1890年）十一月，成泰帝尊潘氏調爲皇母，並尊其生日為坤成節。成泰四年（1892年），成泰帝給潘氏調上尊號皇太后（越南语：／）。
成泰十八年十一月十二日（1906年12月27日），潘氏調逝世，成泰帝將其與父親育德帝合葬在安陵，並上谥號為慈明淑善柔順惠皇后（越南语：／）。

## 冊文
成泰四年（1892年），晉尊皇太后冊文：
臣聞，昔明王有至德要道以臨萬姓，立愛惟親協于上下，孝之至也。欽惟皇母陛下，內秉純一，外周慈惠。夙夜嚴畏以勖茲沖人。上奉東朝，孝誠出於至性；下育黎庶，載物由其厚德。肆以微渺，克承丕緒。尤且久懷謙抑，未晉崇稱。遡京室之徽音，切輿情之顒望。迺者詳稽典禮，僉言攸同。是用請命廟殿，奏達兩宮，聖聰洞鑒。親率尊人府文武臣工，奉上金冊金寶，上尊號曰皇太后。伏惟光受，鴻名懿增。繁祉有孚，元吉契億兆之歡心；申錫無疆，裕邦家之盛福。
成泰十八年（1906年），皇后諡冊文：
臣聞嘉猷懿行，千秋之彤管流芳；表淑揚徽，萬禩之精鏐有耀。誄以述德，名斯稱情。欽惟聖母大行皇太后陛下，瓠月凝祥，軒星飾瑞。嗣徽音于京室，詩美思齊；相皇考于春宮，樂賡重潤。迨明夷用晦，而大有得尊。慈祥出於自然，明炤周乎眾理。淑慎之儀不忒，本塞心淵；善慶之積有餘；謀深垂裕。厭鉛華而不御，維巽志柔；審素履之易安，維坤則順。諒盛德，形容不盡；而遺徽，感慕何窮。爰酌僉言，載稽彝典。允宜配我皇考，晉上徽稱。是用涓吉，請命列廟。祗奉冊寶，恭請几筵。追上尊諡曰慈明淑善柔順惠皇后。伏望誕受鴻名，默孚玄爽。來格有廟，式歆孝享之虔；長發其祥，申錫純常之嘏。

## 家庭
潘氏調與丈夫育德帝至少育有兩子：
- 子成泰帝阮福寶嶙
- 子宣化王阮福寶巑